# Harrie Meyers

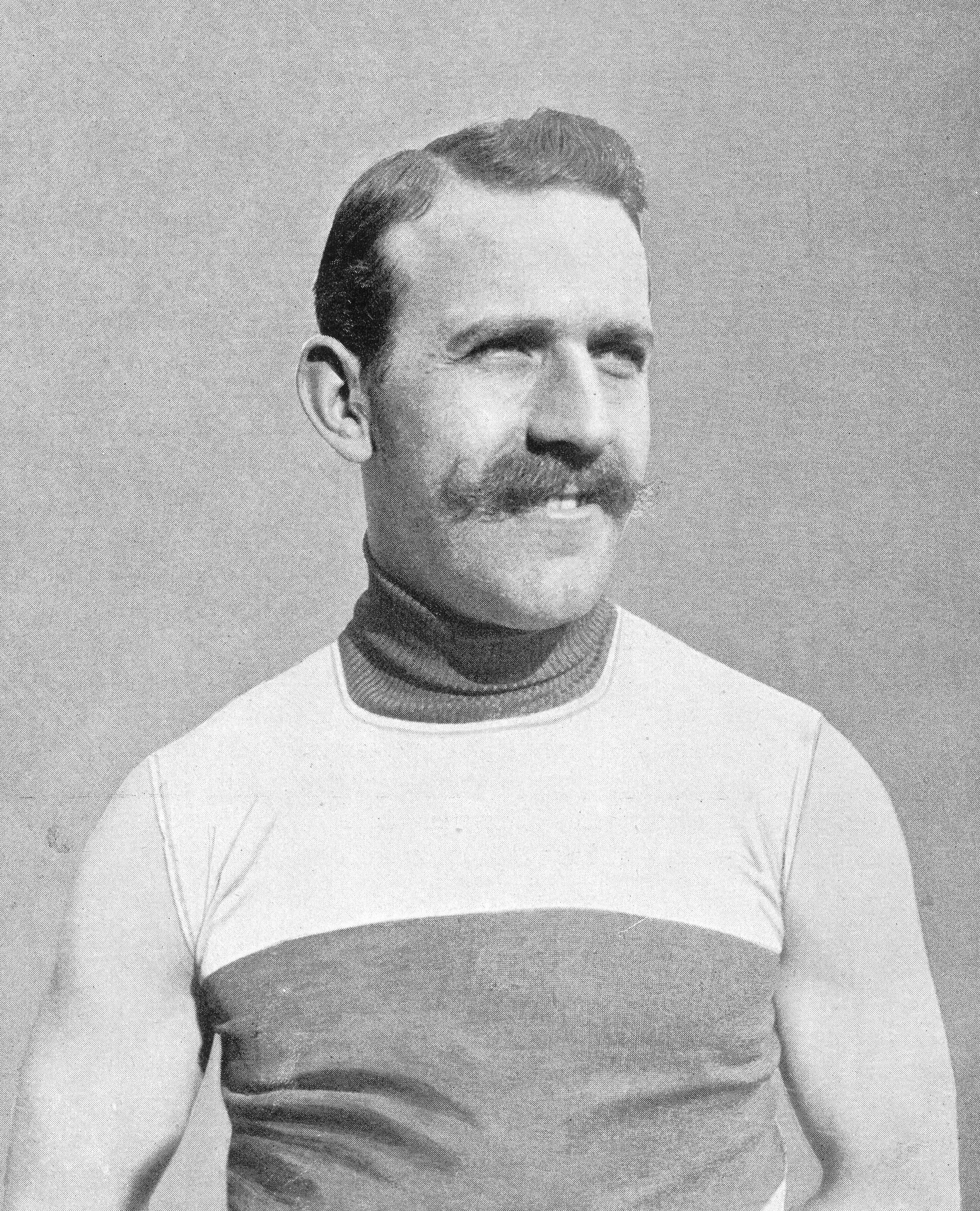
Harrie Meyers

Harrie Meyers (* 5. Dezember 1879 in Maastricht; † 14. April 1928 ebenda) war ein niederländischer Radrennfahrer.
Harrie Meyers gehörte zur ersten Generation der international erfolgreichen Radsportler aus den Niederlanden. Er war Sohn eines vermögenden Bierbrauers aus Maastricht, mit 16 wurde er schon Profi und spezialisierte sich auf den Bahnsprint. 1897 wurde er in dieser Disziplin erstmals niederländischer Meister und konnte diesen Erfolg noch viermal – 1898, 1899, 1900 und 1902 – wiederholen.
International machte Meyers durch seine WM-Platzierungen von sich reden: Bei den 1. UCI-Bahn-Weltmeisterschaften 1900 wurde er Zweiter im Sprint, im Tandemrennen gemeinsam mit Gian Ferdinando Tomaselli Weltmeister. 1902 wurde er erneut Zweiter im Sprint. 1903 belegte er den dritten Platz. Zweimal gewann Meyers zudem den Sprint-Klassiker Grand Prix de Paris und wurde zweimal Zweiter. Den Grand Prix Amsterdam gewann er 1894 sowie 1898 und 1899. Den Grand Prix d’Anvers gewann er 1900 und 1902, den Grand Prix Kopenhagen 1900.
Obwohl Sprinter startete Harrie Meyers auch beim ersten Sechstagerennen 1899 im New Yorker Madison Square Garden, das mit Zweier-Mannschaften ausgetragen wurde.
Im inoffiziell ausgetragenen Tandemrennen über 2000 Meter bei den Olympischen Spielen 1900 in Paris errang Meyers die Goldmedaille gemeinsam mit Tomaselli. Er gewann auch im Sprint für Profis (ebenfalls inoffiziell) den als „Grand Prix de l’Exposition“ ausgeschriebenen Wettbewerb. Der Preis war mit 15 000 Francs dotiert; dies war die größte Summe, die vor dem Ersten Weltkrieg für ein Sprinter-Rennen ausgeschrieben wurde.